# Муниципальный совет Кишинёва
Муниципа́льный сове́т Кишинёва (рум. Consiliul municipal Chișinău) — избираемый орган представительной власти муниципия Кишинёв для решения вопросов муниципального уровня, которое входит в состав Примэрии Кишинёва и координирует деятельность местных советов в её составе. Муниципальный совет состоит из 51 советника.
Срок полномочий совета — четыре года. Заседания совета проводятся 1 раз в месяц.

## Руководство
- Генеральный примар муниципия Кишинёв — Ион Чебан
- Секретарь Муниципального совета Кишинёва — Адриан Талмач (врио)[1]

Ранее существовала отдельная должность председателя Муниципального совета Кишинёва. 7 июля 2011 года парламент Республики Молдова принял решение об упразднении этой должности. По мнению автора законопроекта, Михая Гимпу, функция председателя Муниципального совета Кишинёва не имела специальных полномочий и рассматривается исключительно с политической точки зрения, а её упразднение деполитизирует деятельность муниципального совета.

## Фракции
Муниципальный совет Кишинёва (МСК) состоит из 51 советника, избранных в результате выборов, проводимых по пропорциональной системе. Последние выборы проводились 5 ноября 2023 года, в результате которых сформировался следующий состав МСК:
| Партия                                | Кол-во советников | Процент от общего числа советников % |
| ------------------------------------- | ----------------- | ------------------------------------ |
| «Действие и солидарность»             | 20                | 32,88 %                              |
| Национальное альтернативное движение  | 20                | 33,10 %                              |
| Партия социалистов Республики Молдова | 6                 | 9,64 %                               |
| Партия коммунистов Республики Молдова | 2                 | 4,46 %                               |
| Платформа «Достоинство и правда»      | 1                 | 2,55 %                               |
| Наша партия                           | 1                 | 1,72 %                               |
| «Возрождение»                         | 1                 | 2,64 %                               |

## Комиссии
- Юридическая комиссия по общественному порядку и деятельности местного самоуправления;
- Комиссия по бюджету, экономики, финансам, местному публичному наследию, сельскому хозяйству и проблемам пригорода;
- Комитет жилищно-коммунальному хозяйству, энергетики, техническим услугам, транспорту, связи и экологии;
- Комиссия по строительству, архитектуре и земельным отношениям;
- Комиссия по социальной защите, здравоохранению, образованию, культуре, СМИ и межнациональных отношений.